# Parcs infantils d'en Patufet
Els parcs infantils d'en Patufet són un tipus de parc infantil amb il·lustracions de la dibuixant i ninotaire catalana Pilar Bayés i Luna, on s'hi representen els personatges del conte infantil el Patufet. Es van començar a instal·lar el 2013 a diferents municipis catalans. La idea sorgí de l'Ajuntament de Vic, ciutat natal de la dibuixant, que li volia retre homenatge. Inicialment era una sèrie limitada de 50 parcs infantils. Cada parc està format per un panell de 2 metres d'alçada per 75 cm d'amplada on s'explica el conte amb il·lustracions, dos jocs de molla amb els dibuixos d'en Patufet i el Dineret, un tobogan amb el dibuix del Bou, un gronxador amb el dibuix de la Col, un balancí amb el Cistellet i una caseta que és la Botiga.
Els parcs van ser produïts per l’empresa osonenca Entorn Urbà (Happyludic), amb aportació econòmica de la Diputació de Barcelona. L'èxit de la iniciativa va propiciar que s'ampliés el nombre de parcs, arribant als 73, i es creessin un nous parcs sobre els contes de la Caputxeta Vermella, dels que se'n van fer 27, els Tres Porquets, 8, i les Tres Bessones, 4. També es va fer una donació d'un parc infantil a l'Hospital Sant Joan de Déu Barcelona gràcies al suport de Happyludic, de la Diputació de Barcelona i els 50 ajuntaments que van participar en la iniciativa.